# Soulier d'or belge 2011
Le Soulier d'or 2011 est un trophée individuel, récompensant le meilleur joueur du championnat de Belgique sur l'ensemble de l'année 2011. Ceci comprend donc deux demi-saisons, la fin de la saison 2010-2011, de janvier à juin, et le début de la saison 2011-2012, de juillet à décembre.

## Lauréat
Il s'agit de la cinquante-huitième édition du trophée, remporté par l'attaquant Matías Suárez du Sporting d'Anderlecht. Tout comme Gilles De Bilde en 1994, il remporte tous ses points au second tour de l'élection.
Lors du premier tour, le standardman Axel Witsel et le gardien de Genk Thibaut Courtois se partagent la majorité des votes. Mais à la suite de leurs départs vers l'étranger, ils ne peuvent récolter aucun point lors du second tour de votes. Au cours de ce dernier, Suárez obtient donc les faveurs des votants, devant le brugeois Vadis Odjidja. Celui-ci se classe quatrième du classement final, l'anderlechtois Guillaume Gillet complétant le top-5.

## Classement complet
| Place | Joueur               | Nationalité sportive | Club(s)                           | Total |
| ----- | -------------------- | -------------------- | --------------------------------- | ----- |
| 1.    | Matías Suárez        | Argentine            | RSC Anderlecht                    | 230   |
| 2.    | Axel Witsel          | Belgique             | Standard de Liège                 | 211   |
| 3.    | Thibaut Courtois     | Belgique             | KRC Genk                          | 193   |
| 4.    | Vadis Odjidja Ofoe   | Belgique             | FC Bruges                         | 134   |
| 5.    | Guillaume Gillet     | Belgique             | RSC Anderlecht                    | 118   |
| 6.    | Kevin De Bruyne      | Belgique             | KRC Genk                          | 79    |
| 7.    | Jelle Vossen         | Belgique             | KRC Genk                          | 59    |
| 8.    | Sinan Bolat          | Turquie              | Standard de Liège                 | 48    |
| 9.    | Jérémy Perbet        | France               | RAEC Mons                         | 38    |
| 10.   | Christian Brüls      | Belgique             | KAA La Gantoise                   | 36    |
| =.    | Ivan Perišić         | Croatie              | FC Bruges                         | 36    |
| 12.   | Lucas Biglia         | Argentine            | RSC Anderlecht                    | 33    |
| 13.   | Romelu Lukaku        | Belgique             | RSC Anderlecht                    | 17    |
| =     | Mohammed Tchité      | Rwanda               | Standard de Liège                 | 17    |
| 15.   | Mehdi Carcela        | Maroc                | Standard de Liège                 | 13    |
| =     | Silvio Proto         | Belgique             | RSC Anderlecht                    | 13    |
| 17.   | Jelle Van Damme      | Belgique             | Standard de Liège                 | 12    |
| 18.   | Julien Gorius        | France               | FC Malines                        | 9     |
| 19.   | Bernd Thijs          | Belgique             | KAA La Gantoise                   | 8     |
| 20.   | Nabil Dirar          | Maroc                | FC Bruges                         | 7     |
| 21.   | Paulo Henrique       | Brésil               | KVC Westerlo                      | 6     |
| 22.   | Yassine El Ghanassy  | Belgique             | KAA La Gantoise                   | 5     |
| 23.   | Anthony Vanden Borre | Belgique             | KRC Genk                          | 4     |
| "     | Sébastien Pocognoli  | Belgique             | Standard de Liège                 | 4     |
| "     | Gary Kagelmacher     | Uruguay              | Germinal Beerschot / Beerschot AC | 4     |
| 26.   | Elyaniv Barda        | Israël               | KRC Genk                          | 3     |
| "     | Hernán Losada        | Argentine            | Sporting Charleroi / Beerschot AC | 3     |
| "     | Arnar Viðarsson      | Islande              | Cercle Bruges KSV                 | 3     |
| "     | Thomas Meunier       | Belgique             | FC Bruges                         | 3     |
| "     | Fernando Canesin     | Argentine            | RSC Anderlecht                    | 3     |
| 31.   | Cheikhou Kouyaté     | Sénégal              | RSC Anderlecht                    | 2     |
| "     | Steven Defour        | Belgique             | Standard de Liège                 | 2     |
| "     | Kanu                 | Brésil               | Standard de Liège                 | 2     |
| "     | Reza Ghoochannejhad  | Iran                 | Saint-Trond VV                    | 2     |
| "     | César Arzo           | Espagne              | KAA La Gantoise                   | 2     |
| "     | Carl Hoefkens        | Belgique             | FC Bruges                         | 2     |
| 37.   | Marvin Ogunjimi      | Belgique             | KRC Genk                          | 1     |
| "     | Mbark Boussoufa      | Maroc                | RSC Anderlecht                    | 1     |
| "     | Ryan Donk            | Pays-Bas             | FC Bruges                         | 1     |
| "     | Colin Coosemans      | Belgique             | FC Bruges                         | 1     |
| "     | Milan Jovanović      | Serbie               | RSC Anderlecht                    | 1     |
| "     | William Vainqueur    | France               | Standard de Liège                 | 1     |
| "     | Roland Juhasz        | Hongrie              | RSC Anderlecht                    | 1     |
| "     | Oleg Iachtchouk      | Ukraine              | Cercle Bruges KSV                 | 1     |
| "     | Björn Vleminckx      | Belgique             | FC Bruges                         | 1     |
| "     | Tim Matthys          | Belgique             | RAEC Mons                         | 1     |

### Plus beau but du championnat belge
|    | Vainqueur           | Nationalité | Club        |
| -- | ------------------- | ----------- | ----------- |
| 1. | Benjamin De Ceulaer | Belgique    | KSC Lokeren |

### Sources
- (nl) Cet article est partiellement ou en totalité issu de l’article de Wikipédia en néerlandais intitulé « Belgische Gouden Schoen 2011 » (voir la liste des auteurs).